# Gesp

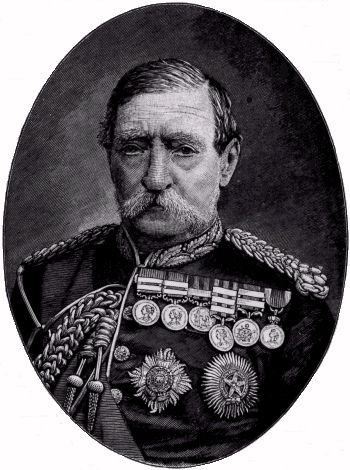
Lord Napier met campagnemedailles en gespen

Een gesp is een sluiting in de vorm van een metalen stift, de tong of doorn genoemd, met aan de ene zijde een oog dat scharniert om de ene zijde van een metalen beugel en die in gesloten toestand rust op de tegenoverliggende zijde van de beugel, waarmee een kledingstuk, een riem, een schoen of een tas kan worden gesloten. De doorn kan ook om een as scharnieren die in het midden van de beugel is bevestigd. De beugel kan een veelheid aan vormen hebben, rechthoekig, rond of ovaal komt het vaakst voor. Gespen in de vorm van fibulæ werden in de oudheid gebruikt om kledingstukken te sluiten, later kwamen de knopen, uit been, ivoor of metaal in gebruik.
Tot in het eerste kwart van de 19e eeuw was het gebruikelijk om schoenen, vooral herenschoenen, met een gesp te sluiten. De gespen van edellieden werden soms van edelmetaal als goud of zilver vervaardigd. Ook gespen met strassstenen (imitatiediamanten) komen voor.
Het was in de 18e eeuw niet gebruikelijk om echte edelstenen in schoengespen te verwerken. Ook als men zich dat kon veroorloven werd het gezien als een uiting van slechte smaak.

## Gespen op onderscheidingen
De Britse regering heeft als eerste gespen op het lint van campagnemedailles en kruisen aangebracht om daarmee de aanwezigheid op een bepaald slagveld aan te duiden. Op de linten van Engelse, Portugese en Spaanse medailles en ook op oudere linten van ridderorden komen gespen voor die alleen dienen om het lint te sluiten en het ereteken op de borst te bevestigen.
Op de oudste onderscheidingstekens van de Orde van Sint-Michaël en Sint-George komen gespen voor die geen functie hebben. Zij waren wel bedoeld om het lint bij elkaar te houden maar de fabrikant had er een puur decoratief element van gemaakt.
In Duitsland kende men in de 19e eeuw de zogenaamde "schnalle", een metalen gesp met een jaartal die op een klein stukje lint op de borst werd gedragen. Een dergelijke schnalle is meestal een ereteken voor langdurige dienst, een "Dienstauszeichnung" of een onderscheiding van de brandweer.

## Gespen in Nederland

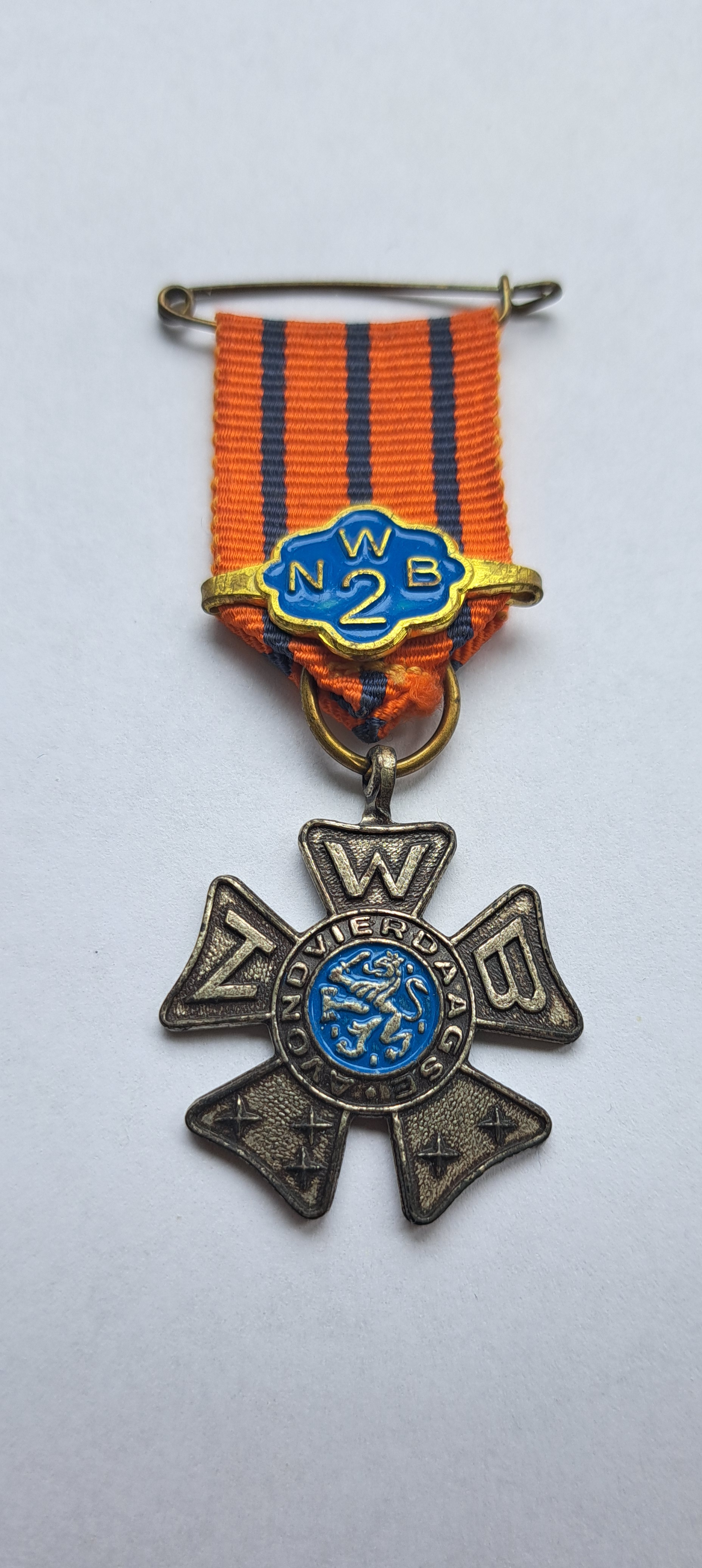
Gesp gebruikt bij de avondvierdaagse

Op Nederlandse onderscheidingen komen gespen voor om herhalingen van de toekenning aan te duiden.
Op het in 1869 ingestelde Ereteken voor Belangrijke Krijgsbedrijven, het zogenaamde "Expeditiekruis" komen 33 verschillende gespen voor om de tientallen koloniale conflicten in de 19e en 20e eeuw en het gevecht tegen de Japanners op Timor in 1942 aan te duiden.
Op het Oorlogsherinneringskruis uit 1944 duiden de vijf gespen voor "algemene krijgsverrichtingen" en zeven gespen voor "bijzondere krijgsverrichtingen" de wapenfeiten en aanwezigheid op slagvelden aan, op het Kruis voor Recht en Vrijheid draagt men een gesp in de vorm van een zwaard met lauwertak voor deelname aan de strijd in Korea en op het Ereteken voor Orde en Vrede komen gespen met de jaartallen 1945 tot en met 1951 voor.
- Op de in 1980 ingestelde Herinneringsmedaille VN-vredesoperaties kan de gesp "LIBANON 1979" worden gedragen.
- Op de in 1982 ingestelde Herinneringsmedaille Multinationale Vredesoperaties kunnen de gespen SINAÏ en GOLF worden gedragen.
- Op de in 1971 als Herinneringsmedaille Rampenbrigade ingestelde Herinneringsmedaille voor Humanitaire Hulpverlening bij Rampen kunnen de gespen TUNESIË 1969 1970, SOEDAN 1974, RWANDA 1994, ALBANIË 1999 en TSUNAMI 2004 worden gedragen.

Ook op de Onderscheidingen van het Nederlandse Rode Kruis komen gespen voor.
Bij de avondvierdaagse van de NWB was het gebruikelijk om voor de eerste, vijfde en tiende keer een kruisje uit te reiken, en voor de tussenliggende keren (2, 3, 4, 6, 7, 8, 9) een gesp toe te voegen.

## Galerij

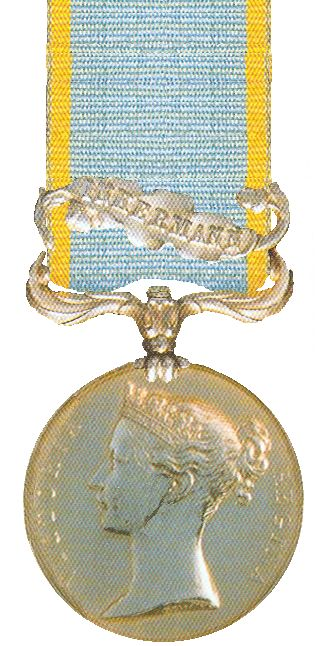
Britse medaille met gesp
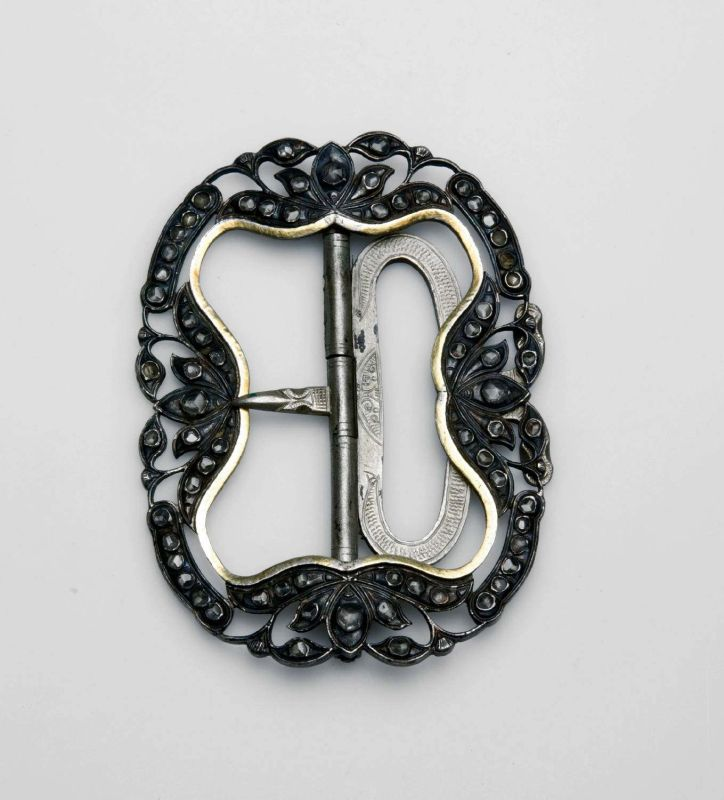
Zilveren gesp
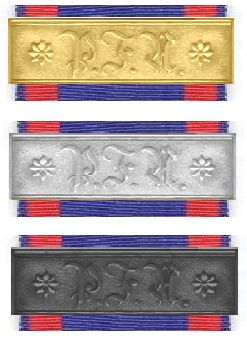
Drie schnallen
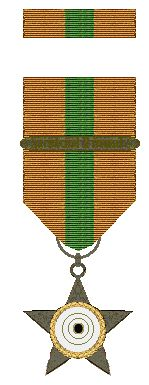
De ster met gesp voor pistoolschutters